# Sunday (dansk kortfilm)
|  | Denne artikel er oprettet af botten PalnaBot ud fra en ekstern database. Den kan derfor have sproglige fejl eller mangler. Denne skabelon kan fjernes efter kontrol af indholdet. |

 For alternative betydninger, se Sunday. (Se også artikler, som begynder med Sunday)
Sunday er en kortfilm instrueret af Lærke Lauta efter manuskript af Lærke Lauta.

## Handling
Sunday består af 4 videoproduktioner. De 4 forskellige DVD'er er timet i forhold til hinanden. Således kan en karakter bevæge sig fra en handling på én skærm, over i en handling på en anden skærm. På skærmene udspiller der sig parallelle scener, fortsættende scener og scener der bryder med hinanden.